# Борщевое (Тамбовская область)
Борщево́е — село в составе Устьинского сельсовета Мичуринского района Тамбовской области.
Основано в 1636—1637 годах.

## Население
| 1989 | 2002 | 2010 |
| ---- | ---- | ---- |
| 901  | ↘834 | ↘761 |

## Знаменитые уроженцы
- Брянских, Пётр Алексеевич - советский военачальник, командующий войсками Приволжского военного округа, комкор.